# Регенсбургский семейный договор
Регенсбургский семейный договор (нем. Regensburger Teilungsvertrag) был заключен 23 июля 1541 г. между двумя ветвями дома Гогенцоллернов, и определял границы между созданными после раздела по Dispositio Achillea в 1486 г. бургграфства Нюрнберг княжествами Ансбах и Кульмбах-Байрейт.

## История
Нюрнбергское бургграфство состояло из нижней части вокруг Ансбаха и верхней части вокруг Байрейта и Кульмбаха, разделенных горами Муггендорфер — термин, использовавшийся тогда для горного хребта, который теперь называется Маленькой Швейцарией.
При разделе 1486 г. нижняя часть бургграфства была передана Фридриху I, а верхняя — его брату Зигмунду. Это деление учитывало географические условия, но не экономические возможности двух новых княжеств. Почва в нижней части бургграфства была более плодородной, и это привело к тому, что Фридрих получил значительно больше дохода. Договор разделил бургграфство на две экономически эквивалентные территории. С этой целью некоторые города в нижней части (Эрланген и Нойштадт-ан-дер-Айш) были отнесены к Бранденбург-Кульмбаху. Для определения экономической мощи областей использовалась средняя выручка с 1533 по 1539 год.
Другой пункт договора предусматривал, что курфюршество Бранденбург будет неделимым. Этот принцип уже был сформулирован в Dispositio Achillea и этим договором стал частью семейного договора Гогенцоллернов.
Непосредственной причиной заключения договора было то, что Альбрехт Алкивиад принял правительство в Кульмбахе. Он унаследовал Кульмбах после безвременной смерти своего отца Казимира и был воспитан своим дядей и опекуном маркграфом Георгом в Ансбахе. Когда Альберт Алкивиад достиг совершеннолетия, он и родственник договорились изменить свои границы и заключили Регенсбургский договор.